# Banu Tawil
Els Banu t-Tawil —en àrab بنو الطويل, Banū ṭ-Ṭawīl— foren una nissaga musulmana de Waixqa (Osca), també coneguda com a Banu Xabrit. Autòctons islamitzats i convertits en mawles al temps de la conquesta, es van distingir a partir de finals del segle viii fins al segle x. Segons al-Udhrí el seu ancestre era X...h que havia donat origen també als Banu Amrús d'Osca.
Dominaven Barbastre i van estendre el seu poder a altres llocs de la Marca Superior o ath-Taghr al-Alà, en particular Osca. Com altres mawles de la Marca Superior, el cap dels Banu t-Tawil va cooperar amb els omeies durant la segona meitat del segle viii fins que l'augment del seu poder li va permetre desafiar al poder de l'emir durant el segle ix. El primer valí conegut fou Xabrit al final del segle viii i començament del segle ix. Va tenir dos fills, Abd-Al·lah i Mussa; el primer al seu torn va tenir dos fills, Abd-al-Màlik i Walid, Abd-al-Màlik va tenir un fill, Muhàmmad.
Muhàmmad ibn Abd-al-Màlik, conegut com a at-Tawil, «el Llarg» (en el sentit de gran), va donar nom a tota la família; va agafar el poder a Osca com a valí el 897 però el 899 en fou apartat pels Banu Qassi als que no va trigar a expulsar. Es va casar amb Sança filla d'Asnar Galí II d'Aragó. El 907 es va apoderar de Lleida (que pertanyia als Banu Qassi); va morir el 913 en una ràtzia contra Barcelona i va deixar una filla i sis fills. El poder de Còrdova pretenia eliminar a aquestes família de mawles per posar al poder a la Marca Superior als tugibites. Els fills Abd-al-Màlik (+918), Amrús (+ 935), Furtun + 939), Mussa (+954), Yahya (+951), i Lubb (+955) van intentar defensar el seu poder a Osca i Barbastre.
Abd-al-Màlik va succeir al seu pare a Osca i Barbastre; atacat per altres parents va defensar Osca i en la lluita van morir Muhàmmad ibn Walid ibn Abd-Al·lah ibn Xabrit (8 d'agost de 915) i Zakariyyà ibn Issa ibn Mussa ibn Xabrit (15 de març del 916); Ashag ibn Issa i Abd-al-Màlik ibn Issa, germans de Zakariyyà, foren assassinats per Abd-al-Màlik. Llavors es va haver d'enfrontar al seu germà Amrús, que havia rebut Montsó, i aquest el va derrotar i matar (desembre de 918).
Amrús ibn Muhàmmad va rebre Montsó del seu pare el 913 però la població no el va acceptar i va cridar al seu lloc a Muhàmmad ibn Lubb ibn Qassi, de la família rival dels Banu Qassi. Llavors es va dirigir contra el seu germà Abd-al-Màlik i va ocupar Osca el 25 de desembre de 918; tampoc aquí fou acceptat per la població i al cap de poc temps va haver de fugir, anant a Barbastre i Alquézar, de les que va demanar el govern a Abd-ar-Rahman III i va aconseguir l'ajut de Sanç I de Pamplona i de Bernat I de Ribagorça per conquerir Montsó. Després va lluitar contra el seu germà Furtun i contra els Banu Qassi i el tugibites; va fer diversos ostatges als que va alliberar a canvi de diners; es va sotmetre a Abd-ar-Rahman III (califa des de 929) el 933/934 i va morir el 6 de juny de 935.
Furtun ibn Muhàmmad fou proclamat a Osca el 919 al lloc del seu germà Amrús. El 931/932 va concertar un pacte amb Muhàmmad ibn Hàixim, cap dels tugibites que no obeïa al califa, i aquest (Abd-ar-Rahman III) va castigar Osca empresonant diversos notables locals; això va provocar la seva caiguda per decisió dels notables el 933. Va fugir a Las Peñas de San Miguel i a Aman, però finalment va anar a Còrdova i es va humiliar davant el califa, sent restaurat en el govern d'Osca el 936/937. Després de la batalla de Simancas (939) en la qual va abandonar el camp de batalla amb les seves tropes, fou perseguit fins a Calataiud per Salama ibn Àhmad ibn Salama, capturat i portat a Còrdova on fou crucificat a l'alcàsser.
Yahya ibn Muhàmmad va ser proclamar a Osca el 933, i fou lleial al califa; després se li va donar el govern de Mèrida el 935 però un temps després fou considerat sospitós i empresonat; a la caiguda de Furtun va recuperar el favor del califa que vers 940 li va donar el govern de Barbastre on va morir el 20 de desembre del 951. Llavors el va succeir el seu germà Lubb ibn Muhàmmad, que va morir sobtadament quan era a Còrdova el desembre de 955.
Mussa (o Mussa Asnar) ibn Muhàmmad va rebre el govern de Lleida i el 940 el d'Osca. Es va casar amb Dadildis, filla de Ximeno Garcés de Pamplona, i va morir el 18 de desembre de 954. El va seguir a Osca el seu fill Abd-al-Màlik ibn Mussa, que després va haver de compartir el govern d'Osca amb Yahya ibn Lubb, fill de Lubb ibn Muhàmmad, que governava Barbastre.
S'esmenta un Walid ibn Muhàmmad que va exercir en algun moment el govern d'Osca o Barbastre, però no es coneix la data. Finalment el govern d'osca i Barbastre va passar als tugibites.
Walid ibn Abd-al-Màlik, fill d'Abd-al-Màlik ibn Mussa ibn Muhàmmad, apareix esmentat el 974 en un torneig a Còrdova, sent el darrer membre de la família a ser citat.

## Genealogia
|  | Banu Amrús   |
|  | Banu Xabrit  |
|  | Banu t-Tawil |

|                             |                             |                             |                             |                             |                             |                       |                       |                       |                       |                      |                      |                      |                      |        |        |                     |                     |                     |                     |                     |                     |                  |                  |                          |                          |                          |                          | X....h                   |                          |  |  |                       |                       |                       |                       |                       |                       |                |                |                   |                   |                   |                   |                   |                   |                  |                  |                    |                    |                    |                    |                     |                     |                     |                     |                     |                     |                    |                    |                    |                    |  |  |  |  |  |  |  |  |  |  |  |  |  |  |  |  |  |  |  |  |  |  |  |  |  |  |  |  |
|                             |                             |                             |                             |                             |                             |                       |                       |                       |                       |                      |                      |                      |                      |        |        |                     |                     |                     |                     |                     |                     |                  |                  |                          |                          |                          |                          |                          |                          |  |  |                       |                       |                       |                       |                       |                       |                |                |                   |                   |                   |                   |                   |                   |                  |                  |                    |                    |                    |                    |                     |                     |                     |                     |                     |                     |                    |                    |                    |                    |  |  |  |  |  |  |  |  |  |  |  |  |  |  |  |  |  |  |  |  |  |  |  |  |  |  |  |  |
|                             |                             |                             |                             |                             |                             |                       |                       |                       |                       |                      |                      |                      |                      |        |        |                     |                     |                     |                     |                     |                     |                  |                  |                          |                          |                          |                          |                          |                          |  |  |                       |                       |                       |                       |                       |                       |                |                |                   |                   |                   |                   |                   |                   |                  |                  |                    |                    |                    |                    |                     |                     |                     |                     |                     |                     |                    |                    |                    |                    |  |  |  |  |  |  |  |  |  |  |  |  |  |  |  |  |  |  |  |  |  |  |  |  |  |  |  |  |
|                             |                             |                             |                             |                             |                             |                       |                       |                       |                       |                      |                      | Raixid               | Raixid               | Raixid | Raixid | Raixid              | Raixid              |                     |                     |                     |                     |                  |                  |                          |                          |                          |                          |                          |                          |  |  |                       |                       |                       |                       |                       |                       |                |                |                   |                   |                   |                   | Yússuf            | Yússuf            | Yússuf           | Yússuf           | Yússuf             | Yússuf             |                    |                    |                     |                     |                     |                     |                     |                     |                    |                    |                    |                    |  |  |  |  |  |  |  |  |  |  |  |  |  |  |  |  |  |  |  |  |  |  |  |  |  |  |  |  |
|                             |                             |                             |                             |                             |                             |                       |                       |                       |                       |                      |                      | Raixid               | Raixid               | Raixid | Raixid | Raixid              | Raixid              |                     |                     |                     |                     |                  |                  |                          |                          |                          |                          |                          |                          |  |  |                       |                       |                       |                       |                       |                       |                |                |                   |                   |                   |                   | Yússuf            | Yússuf            | Yússuf           | Yússuf           | Yússuf             | Yússuf             |                    |                    |                     |                     |                     |                     |                     |                     |                    |                    |                    |                    |  |  |  |  |  |  |  |  |  |  |  |  |  |  |  |  |  |  |  |  |  |  |  |  |  |  |  |  |
|                             |                             |                             |                             |                             |                             |                       |                       |                       |                       |                      |                      | Xabrit               | Xabrit               | Xabrit | Xabrit | Xabrit              | Xabrit              |                     |                     |                     |                     |                  |                  |                          |                          |                          |                          |                          |                          |  |  |                       |                       |                       |                       |                       |                       |                |                |                   |                   |                   |                   | Amrús ibn Yússuf  | Amrús ibn Yússuf  | Amrús ibn Yússuf | Amrús ibn Yússuf | Amrús ibn Yússuf   | Amrús ibn Yússuf   |                    |                    |                     |                     |                     |                     |                     |                     |                    |                    |                    |                    |  |  |  |  |  |  |  |  |  |  |  |  |  |  |  |  |  |  |  |  |  |  |  |  |  |  |  |  |
|                             |                             |                             |                             |                             |                             |                       |                       |                       |                       |                      |                      | Xabrit               | Xabrit               | Xabrit | Xabrit | Xabrit              | Xabrit              |                     |                     |                     |                     |                  |                  |                          |                          |                          |                          |                          |                          |  |  |                       |                       |                       |                       |                       |                       |                |                |                   |                   |                   |                   | Amrús ibn Yússuf  | Amrús ibn Yússuf  | Amrús ibn Yússuf | Amrús ibn Yússuf | Amrús ibn Yússuf   | Amrús ibn Yússuf   |                    |                    |                     |                     |                     |                     |                     |                     |                    |                    |                    |                    |  |  |  |  |  |  |  |  |  |  |  |  |  |  |  |  |  |  |  |  |  |  |  |  |  |  |  |  |
|                             |                             |                             |                             |                             |                             |                       |                       |                       |                       |                      |                      |                      |                      |        |        |                     |                     |                     |                     |                     |                     |                  |                  |                          |                          |                          |                          |                          |                          |  |  |                       |                       |                       |                       |                       |                       |                |                |                   |                   |                   |                   |                   |                   |                  |                  |                    |                    |                    |                    |                     |                     |                     |                     |                     |                     |                    |                    |                    |                    |  |  |  |  |  |  |  |  |  |  |  |  |  |  |  |  |  |  |  |  |  |  |  |  |  |  |  |  |
|                             |                             |                             |                             | Abd-Al·lah ibn Xabrit       | Abd-Al·lah ibn Xabrit       | Abd-Al·lah ibn Xabrit | Abd-Al·lah ibn Xabrit | Abd-Al·lah ibn Xabrit | Abd-Al·lah ibn Xabrit |                      |                      |                      |                      |        |        |                     |                     |                     |                     | Mussa ibn Xabrit    | Mussa ibn Xabrit    | Mussa ibn Xabrit | Mussa ibn Xabrit | Mussa ibn Xabrit         | Mussa ibn Xabrit         |                          |                          |                          |                          |  |  |                       |                       |                       |                       | Úmar ibn Amrús        | Úmar ibn Amrús        | Úmar ibn Amrús | Úmar ibn Amrús | Úmar ibn Amrús    | Úmar ibn Amrús    |                   |                   | Yússuf ibn Amrús  | Yússuf ibn Amrús  | Yússuf ibn Amrús | Yússuf ibn Amrús | Yússuf ibn Amrús   | Yússuf ibn Amrús   |                    |                    | Zakariyyà ibn Amrús | Zakariyyà ibn Amrús | Zakariyyà ibn Amrús | Zakariyyà ibn Amrús | Zakariyyà ibn Amrús | Zakariyyà ibn Amrús |                    |                    |                    |                    |  |  |  |  |  |  |  |  |  |  |  |  |  |  |  |  |  |  |  |  |  |  |  |  |  |  |  |  |
|                             |                             |                             |                             | Abd-Al·lah ibn Xabrit       | Abd-Al·lah ibn Xabrit       | Abd-Al·lah ibn Xabrit | Abd-Al·lah ibn Xabrit | Abd-Al·lah ibn Xabrit | Abd-Al·lah ibn Xabrit |                      |                      |                      |                      |        |        |                     |                     |                     |                     | Mussa ibn Xabrit    | Mussa ibn Xabrit    | Mussa ibn Xabrit | Mussa ibn Xabrit | Mussa ibn Xabrit         | Mussa ibn Xabrit         |                          |                          |                          |                          |  |  |                       |                       |                       |                       | Úmar ibn Amrús        | Úmar ibn Amrús        | Úmar ibn Amrús | Úmar ibn Amrús | Úmar ibn Amrús    | Úmar ibn Amrús    |                   |                   | Yússuf ibn Amrús  | Yússuf ibn Amrús  | Yússuf ibn Amrús | Yússuf ibn Amrús | Yússuf ibn Amrús   | Yússuf ibn Amrús   |                    |                    | Zakariyyà ibn Amrús | Zakariyyà ibn Amrús | Zakariyyà ibn Amrús | Zakariyyà ibn Amrús | Zakariyyà ibn Amrús | Zakariyyà ibn Amrús |                    |                    |                    |                    |  |  |  |  |  |  |  |  |  |  |  |  |  |  |  |  |  |  |  |  |  |  |  |  |  |  |  |  |
|                             |                             |                             |                             |                             |                             |                       |                       |                       |                       |                      |                      |                      |                      |        |        |                     |                     |                     |                     |                     |                     |                  |                  |                          |                          |                          |                          |                          |                          |  |  |                       |                       |                       |                       |                       |                       |                |                |                   |                   |                   |                   |                   |                   |                  |                  |                    |                    |                    |                    |                     |                     |                     |                     |                     |                     |                    |                    |                    |                    |  |  |  |  |  |  |  |  |  |  |  |  |  |  |  |  |  |  |  |  |  |  |  |  |  |  |  |  |
| Abd-al-Màlik ibn Abd-Al·lah | Abd-al-Màlik ibn Abd-Al·lah | Abd-al-Màlik ibn Abd-Al·lah | Abd-al-Màlik ibn Abd-Al·lah | Abd-al-Màlik ibn Abd-Al·lah | Abd-al-Màlik ibn Abd-Al·lah |                       |                       | Walid ibn Abd-Al·lah  | Walid ibn Abd-Al·lah  | Walid ibn Abd-Al·lah | Walid ibn Abd-Al·lah | Walid ibn Abd-Al·lah | Walid ibn Abd-Al·lah |        |        |                     |                     |                     |                     | Issa ibn Mussa      | Issa ibn Mussa      | Issa ibn Mussa   | Issa ibn Mussa   | Issa ibn Mussa           | Issa ibn Mussa           |                          |                          |                          |                          |  |  | Zakariyyà ibn Úmar    | Zakariyyà ibn Úmar    | Zakariyyà ibn Úmar    | Zakariyyà ibn Úmar    | Zakariyyà ibn Úmar    | Zakariyyà ibn Úmar    |                |                | Amrús ibn Úmar    | Amrús ibn Úmar    | Amrús ibn Úmar    | Amrús ibn Úmar    | Amrús ibn Úmar    | Amrús ibn Úmar    |                  |                  | Úmar ibn Zakariyyà | Úmar ibn Zakariyyà | Úmar ibn Zakariyyà | Úmar ibn Zakariyyà | Úmar ibn Zakariyyà  | Úmar ibn Zakariyyà  |                     |                     | Lubb ibn Zakariyyà  | Lubb ibn Zakariyyà  | Lubb ibn Zakariyyà | Lubb ibn Zakariyyà | Lubb ibn Zakariyyà | Lubb ibn Zakariyyà |  |  |  |  |  |  |  |  |  |  |  |  |  |  |  |  |  |  |  |  |  |  |  |  |  |  |  |  |
| Abd-al-Màlik ibn Abd-Al·lah | Abd-al-Màlik ibn Abd-Al·lah | Abd-al-Màlik ibn Abd-Al·lah | Abd-al-Màlik ibn Abd-Al·lah | Abd-al-Màlik ibn Abd-Al·lah | Abd-al-Màlik ibn Abd-Al·lah |                       |                       | Walid ibn Abd-Al·lah  | Walid ibn Abd-Al·lah  | Walid ibn Abd-Al·lah | Walid ibn Abd-Al·lah | Walid ibn Abd-Al·lah | Walid ibn Abd-Al·lah |        |        |                     |                     |                     |                     | Issa ibn Mussa      | Issa ibn Mussa      | Issa ibn Mussa   | Issa ibn Mussa   | Issa ibn Mussa           | Issa ibn Mussa           |                          |                          |                          |                          |  |  | Zakariyyà ibn Úmar    | Zakariyyà ibn Úmar    | Zakariyyà ibn Úmar    | Zakariyyà ibn Úmar    | Zakariyyà ibn Úmar    | Zakariyyà ibn Úmar    |                |                | Amrús ibn Úmar    | Amrús ibn Úmar    | Amrús ibn Úmar    | Amrús ibn Úmar    | Amrús ibn Úmar    | Amrús ibn Úmar    |                  |                  | Úmar ibn Zakariyyà | Úmar ibn Zakariyyà | Úmar ibn Zakariyyà | Úmar ibn Zakariyyà | Úmar ibn Zakariyyà  | Úmar ibn Zakariyyà  |                     |                     | Lubb ibn Zakariyyà  | Lubb ibn Zakariyyà  | Lubb ibn Zakariyyà | Lubb ibn Zakariyyà | Lubb ibn Zakariyyà | Lubb ibn Zakariyyà |  |  |  |  |  |  |  |  |  |  |  |  |  |  |  |  |  |  |  |  |  |  |  |  |  |  |  |  |
|                             |                             |                             |                             |                             |                             |                       |                       |                       |                       |                      |                      |                      |                      |        |        |                     |                     |                     |                     |                     |                     |                  |                  |                          |                          |                          |                          |                          |                          |  |  |                       |                       |                       |                       |                       |                       |                |                |                   |                   |                   |                   |                   |                   |                  |                  |                    |                    |                    |                    |                     |                     |                     |                     |                     |                     |                    |                    |                    |                    |  |  |  |  |  |  |  |  |  |  |  |  |  |  |  |  |  |  |  |  |  |  |  |  |  |  |  |  |
| Muhàmmad at-Tawil           | Muhàmmad at-Tawil           | Muhàmmad at-Tawil           | Muhàmmad at-Tawil           | Muhàmmad at-Tawil           | Muhàmmad at-Tawil           |                       |                       | Muhàmmad ibn Walid    | Muhàmmad ibn Walid    | Muhàmmad ibn Walid   | Muhàmmad ibn Walid   | Muhàmmad ibn Walid   | Muhàmmad ibn Walid   |        |        | Zakariyyà ibn Issa  | Zakariyyà ibn Issa  | Zakariyyà ibn Issa  | Zakariyyà ibn Issa  | Zakariyyà ibn Issa  | Zakariyyà ibn Issa  |                  |                  | Àsbagh ibn Issa          | Àsbagh ibn Issa          | Àsbagh ibn Issa          | Àsbagh ibn Issa          | Àsbagh ibn Issa          | Àsbagh ibn Issa          |  |  | Abd-al-Màlik ibn Issa | Abd-al-Màlik ibn Issa | Abd-al-Màlik ibn Issa | Abd-al-Màlik ibn Issa | Abd-al-Màlik ibn Issa | Abd-al-Màlik ibn Issa |                |                | Massud ibn Amrús  | Massud ibn Amrús  | Massud ibn Amrús  | Massud ibn Amrús  | Massud ibn Amrús  | Massud ibn Amrús  |                  |                  |                    |                    |                    |                    |                     |                     |                     |                     |                     |                     |                    |                    |                    |                    |  |  |  |  |  |  |  |  |  |  |  |  |  |  |  |  |  |  |  |  |  |  |  |  |  |  |  |  |
| Muhàmmad at-Tawil           | Muhàmmad at-Tawil           | Muhàmmad at-Tawil           | Muhàmmad at-Tawil           | Muhàmmad at-Tawil           | Muhàmmad at-Tawil           |                       |                       | Muhàmmad ibn Walid    | Muhàmmad ibn Walid    | Muhàmmad ibn Walid   | Muhàmmad ibn Walid   | Muhàmmad ibn Walid   | Muhàmmad ibn Walid   |        |        | Zakariyyà ibn Issa  | Zakariyyà ibn Issa  | Zakariyyà ibn Issa  | Zakariyyà ibn Issa  | Zakariyyà ibn Issa  | Zakariyyà ibn Issa  |                  |                  | Àsbagh ibn Issa          | Àsbagh ibn Issa          | Àsbagh ibn Issa          | Àsbagh ibn Issa          | Àsbagh ibn Issa          | Àsbagh ibn Issa          |  |  | Abd-al-Màlik ibn Issa | Abd-al-Màlik ibn Issa | Abd-al-Màlik ibn Issa | Abd-al-Màlik ibn Issa | Abd-al-Màlik ibn Issa | Abd-al-Màlik ibn Issa |                |                | Massud ibn Amrús  | Massud ibn Amrús  | Massud ibn Amrús  | Massud ibn Amrús  | Massud ibn Amrús  | Massud ibn Amrús  |                  |                  |                    |                    |                    |                    |                     |                     |                     |                     |                     |                     |                    |                    |                    |                    |  |  |  |  |  |  |  |  |  |  |  |  |  |  |  |  |  |  |  |  |  |  |  |  |  |  |  |  |
|                             |                             |                             |                             |                             |                             |                       |                       |                       |                       |                      |                      |                      |                      |        |        |                     |                     |                     |                     |                     |                     |                  |                  |                          |                          |                          |                          |                          |                          |  |  |                       |                       |                       |                       |                       |                       |                |                |                   |                   |                   |                   |                   |                   |                  |                  |                    |                    |                    |                    |                     |                     |                     |                     |                     |                     |                    |                    |                    |                    |  |  |  |  |  |  |  |  |  |  |  |  |  |  |  |  |  |  |  |  |  |  |  |  |  |  |  |  |
| Abd-al-Màlik ibn at-Tawil   | Abd-al-Màlik ibn at-Tawil   | Abd-al-Màlik ibn at-Tawil   | Abd-al-Màlik ibn at-Tawil   | Abd-al-Màlik ibn at-Tawil   | Abd-al-Màlik ibn at-Tawil   |                       |                       | Amrús ibn at-Tawil    | Amrús ibn at-Tawil    | Amrús ibn at-Tawil   | Amrús ibn at-Tawil   | Amrús ibn at-Tawil   | Amrús ibn at-Tawil   |        |        | Furtun ibn at-Tawil | Furtun ibn at-Tawil | Furtun ibn at-Tawil | Furtun ibn at-Tawil | Furtun ibn at-Tawil | Furtun ibn at-Tawil |                  |                  | Mussa Aznar ibn at-Tawil | Mussa Aznar ibn at-Tawil | Mussa Aznar ibn at-Tawil | Mussa Aznar ibn at-Tawil | Mussa Aznar ibn at-Tawil | Mussa Aznar ibn at-Tawil |  |  | Yahya ibn at-Tawil    | Yahya ibn at-Tawil    | Yahya ibn at-Tawil    | Yahya ibn at-Tawil    | Yahya ibn at-Tawil    | Yahya ibn at-Tawil    |                |                | Lubb ibn at-Tawil | Lubb ibn at-Tawil | Lubb ibn at-Tawil | Lubb ibn at-Tawil | Lubb ibn at-Tawil | Lubb ibn at-Tawil |                  |                  | Walid ibn at-Tawil | Walid ibn at-Tawil | Walid ibn at-Tawil | Walid ibn at-Tawil | Walid ibn at-Tawil  | Walid ibn at-Tawil  |                     |                     |                     |                     |                    |                    |                    |                    |  |  |  |  |  |  |  |  |  |  |  |  |  |  |  |  |  |  |  |  |  |  |  |  |  |  |  |  |
| Abd-al-Màlik ibn at-Tawil   | Abd-al-Màlik ibn at-Tawil   | Abd-al-Màlik ibn at-Tawil   | Abd-al-Màlik ibn at-Tawil   | Abd-al-Màlik ibn at-Tawil   | Abd-al-Màlik ibn at-Tawil   |                       |                       | Amrús ibn at-Tawil    | Amrús ibn at-Tawil    | Amrús ibn at-Tawil   | Amrús ibn at-Tawil   | Amrús ibn at-Tawil   | Amrús ibn at-Tawil   |        |        | Furtun ibn at-Tawil | Furtun ibn at-Tawil | Furtun ibn at-Tawil | Furtun ibn at-Tawil | Furtun ibn at-Tawil | Furtun ibn at-Tawil |                  |                  | Mussa Aznar ibn at-Tawil | Mussa Aznar ibn at-Tawil | Mussa Aznar ibn at-Tawil | Mussa Aznar ibn at-Tawil | Mussa Aznar ibn at-Tawil | Mussa Aznar ibn at-Tawil |  |  | Yahya ibn at-Tawil    | Yahya ibn at-Tawil    | Yahya ibn at-Tawil    | Yahya ibn at-Tawil    | Yahya ibn at-Tawil    | Yahya ibn at-Tawil    |                |                | Lubb ibn at-Tawil | Lubb ibn at-Tawil | Lubb ibn at-Tawil | Lubb ibn at-Tawil | Lubb ibn at-Tawil | Lubb ibn at-Tawil |                  |                  | Walid ibn at-Tawil | Walid ibn at-Tawil | Walid ibn at-Tawil | Walid ibn at-Tawil | Walid ibn at-Tawil  | Walid ibn at-Tawil  |                     |                     |                     |                     |                    |                    |                    |                    |  |  |  |  |  |  |  |  |  |  |  |  |  |  |  |  |  |  |  |  |  |  |  |  |  |  |  |  |
|                             |                             |                             |                             |                             |                             |                       |                       |                       |                       |                      |                      |                      |                      |        |        |                     |                     |                     |                     |                     |                     |                  |                  | Abd-al-Màlik ibn Mussa   | Abd-al-Màlik ibn Mussa   | Abd-al-Màlik ibn Mussa   | Abd-al-Màlik ibn Mussa   | Abd-al-Màlik ibn Mussa   | Abd-al-Màlik ibn Mussa   |  |  |                       |                       |                       |                       |                       |                       |                |                | Yahya ibn Lubb    | Yahya ibn Lubb    | Yahya ibn Lubb    | Yahya ibn Lubb    | Yahya ibn Lubb    | Yahya ibn Lubb    |                  |                  |                    |                    |                    |                    |                     |                     |                     |                     |                     |                     |                    |                    |                    |                    |  |  |  |  |  |  |  |  |  |  |  |  |  |  |  |  |  |  |  |  |  |  |  |  |  |  |  |  |
|                             |                             |                             |                             |                             |                             |                       |                       |                       |                       |                      |                      |                      |                      |        |        |                     |                     |                     |                     |                     |                     |                  |                  | Abd-al-Màlik ibn Mussa   | Abd-al-Màlik ibn Mussa   | Abd-al-Màlik ibn Mussa   | Abd-al-Màlik ibn Mussa   | Abd-al-Màlik ibn Mussa   | Abd-al-Màlik ibn Mussa   |  |  |                       |                       |                       |                       |                       |                       |                |                | Yahya ibn Lubb    | Yahya ibn Lubb    | Yahya ibn Lubb    | Yahya ibn Lubb    | Yahya ibn Lubb    | Yahya ibn Lubb    |                  |                  |                    |                    |                    |                    |                     |                     |                     |                     |                     |                     |                    |                    |                    |                    |  |  |  |  |  |  |  |  |  |  |  |  |  |  |  |  |  |  |  |  |  |  |  |  |  |  |  |  |
|                             |                             |                             |                             |                             |                             |                       |                       |                       |                       |                      |                      |                      |                      |        |        |                     |                     |                     |                     |                     |                     |                  |                  | Walid ibn Abd-al-Màlik   |                          |                          |                          |                          |                          |  |  |                       |                       |                       |                       |                       |                       |                |                |                   |                   |                   |                   |                   |                   |                  |                  |                    |                    |                    |                    |                     |                     |                     |                     |                     |                     |                    |                    |                    |                    |  |  |  |  |  |  |  |  |  |  |  |  |  |  |  |  |  |  |  |  |  |  |  |  |  |  |  |  |